# 尾燈星衫魚
尾燈星衫魚（学名：Astronesthes caulophorus）为輻鰭魚綱巨口鱼目巨口鱼科的其中一種。分布于東大西洋亞熱帶海域，為深海魚類，體長可達26.2公分。

## 扩展阅读
維基物種上的相關：尾燈星衫魚